# FFH-Gebiet Wald Rumbrand
Das FFH-Gebiet Wald Rumbrand ist ein NATURA 2000-Schutzgebiet in Schleswig-Holstein im Kreis Schleswig-Flensburg in den Gemeinden Treia im Westen und Silberstedt im Osten. Das FFH-Gebiet liegt im Naturraum Schleswigsche Geest. Es hat eine Fläche von 60 ha und liegt zwischen der Wohnbebauung von Silberstedt im Osten, der Bundesstraße B201 im Süden, der Gemeindegrenze von Silberstedt zu Treia im Westen und der Straße „Auf der Sicht“ im Norden. Dort schließt sich nach Westen auf dem Gemeindegebiet von Treia das Waldgebiet „Kerlöh“ an, das ebenfalls zum FFH-Gebiet gehört. Die größte Ausdehnung liegt in nordwestlicher Richtung und beträgt 1,61 km. Die höchste Erhebung mit 17 m über NN liegt auf der FFH-Gebietsgrenze am Ostrand und der niedrigste Punkt befindet sich mit 5 m über NN am Südrand kurz vor der B201. Das Gebiet besteht fast vollständig aus Laubwald mit Buchen unterschiedlicher Standorte. Es handelt sich hier um einen historischen Waldstandort, der bereits in der Karte des Herzogtums Schleswig von Janssonius van Waesberge und Moses Pitt aus dem Jahre 1680, siehe Bild 1, und in der dänischen Landesaufnahme (Generalstabskarte) aus dem Jahre 1857 als Waldgebiet ausgewiesen war. Während der Gebietsteil in der Gemeinde Silberstedt ausschließlich privaten Eigentümern gehört, ist der Teil auf dem Gemeindegebiet von Treia, der auch Kerlöh genannt wird, im Eigentum der Schleswig-Holsteinischen Landesforsten. Im Gegensatz zum Wald Kerlöh ist der Wald Rumbrand von einem dichten Grabennetz zur Entwässerung durchzogen. Diese Gräben entwässern das Gebiet in das von Nord nach Süd durchlaufende Fließgewässer Rumbrandenau. Das FFH-Gebiet enthält fast alle FFH-Typen der Buchenwälder von trockenen über mesophilen bis feuchten Standorten.

## Name
Der Name Rumbrand kommt aus dem Dänischen und setzt sich aus rum als Bezeichnung für einen freien Raum oder einen freien Platz und brand für Brand zusammen, es bezeichnet hier einen Platz für Brandrodung.

## FFH-Gebietsgeschichte und Naturschutzumgebung

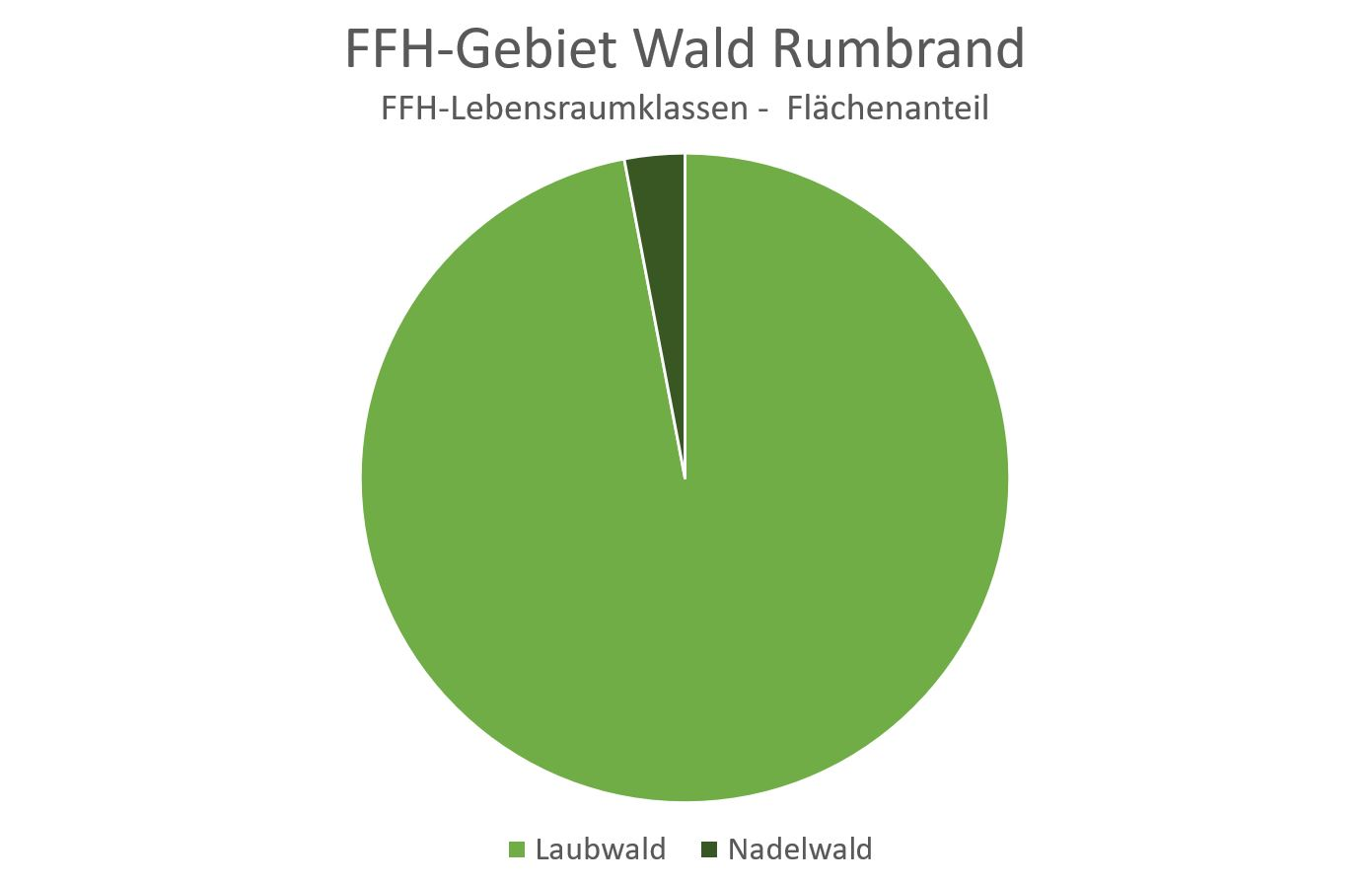
Diagramm 1: FFH-Lebensraumklassen

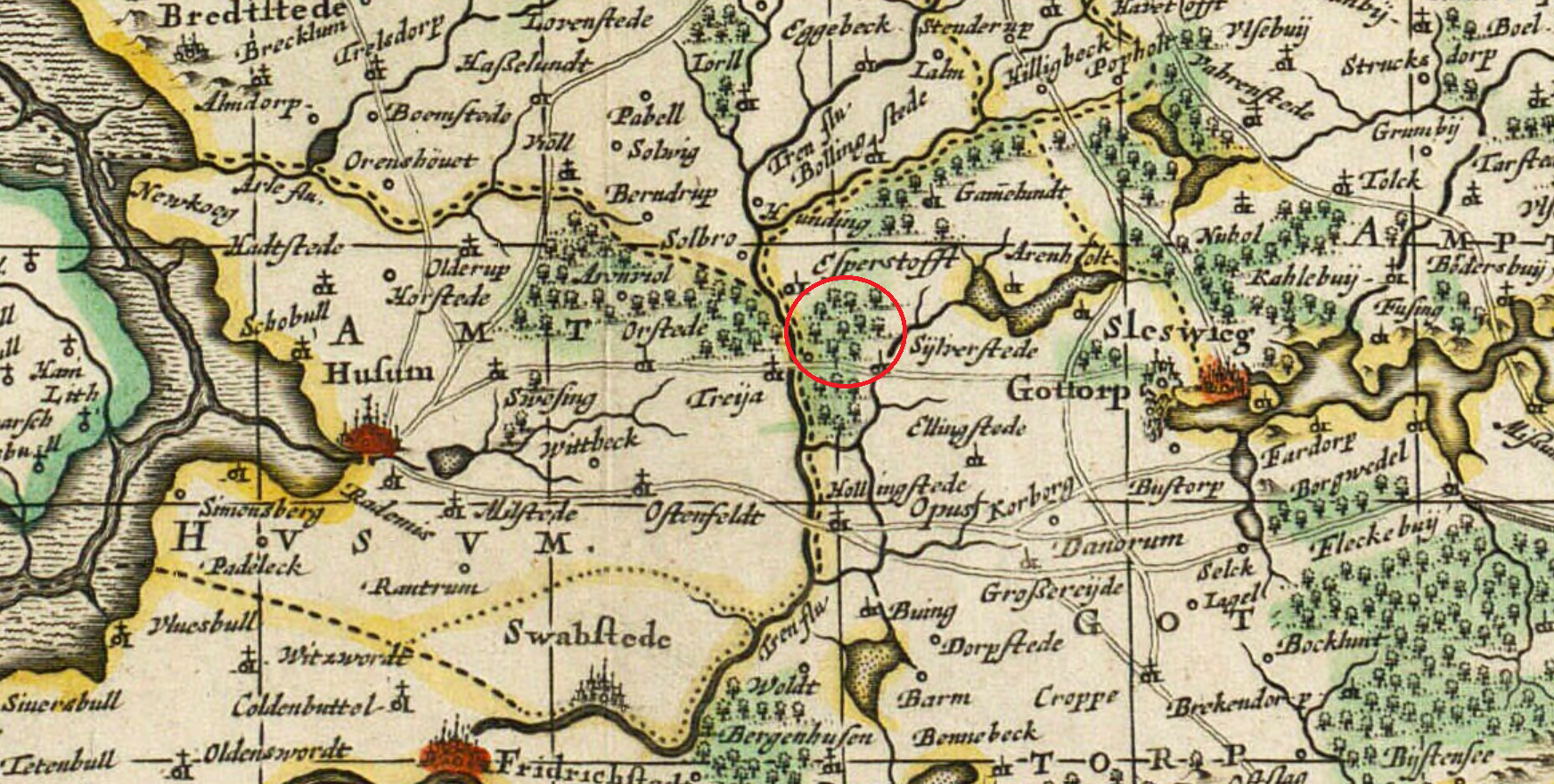
Bild 1: Wald Rumbrand im Jahre 1680

Der NATURA 2000-Standard-Datenbogen für dieses FFH-Gebiet wurde im Mai 2004 vom Landesamt für Landwirtschaft, Umwelt und ländliche Räume (LLUR) des Landes Schleswig-Holstein erstellt, im September 2004 als Gebiet von gemeinschaftlicher Bedeutung (GGB) vorgeschlagen, im November 2007 von der EU als GGB bestätigt und im Januar 2010 national nach § 32 Absatz 2 bis 4 BNatSchG in Verbindung mit § 23 LNatSchG als besonderes Erhaltungsgebiet (BEG) bestätigt. Der Managementplan für das FFH-Gebiet wurde im Dezember 2011 veröffentlicht. Einen km westlich des FFH-Gebietes liegt eines der größten FFH-Gebiete in Schleswig-Holstein, das FFH-Gebiet Treene Winderatter See bis Friedrichstadt und Bollingstedter Au. Im FFH-Gebiet selbst befinden sich eine Anzahl gesetzlich geschützter Biotope. Die Betreuung dieses FFH-Gebietes nach § 20 LNatSchG wurde im Jahre 2012 durch das LLUR mit dem Förderverein Mittlere Treene e.V. für drei Jahre mit der Möglichkeit einer Verlängerung für weitere 6 Jahre vereinbart. Allerdings ist in der aktuellen Betreuerliste des LLUR vom Dezember 2019 das FFH-Gebiet „Wald Rumbrand“ nicht mehr aufgeführt.

## FFH-Erhaltungsgegenstand

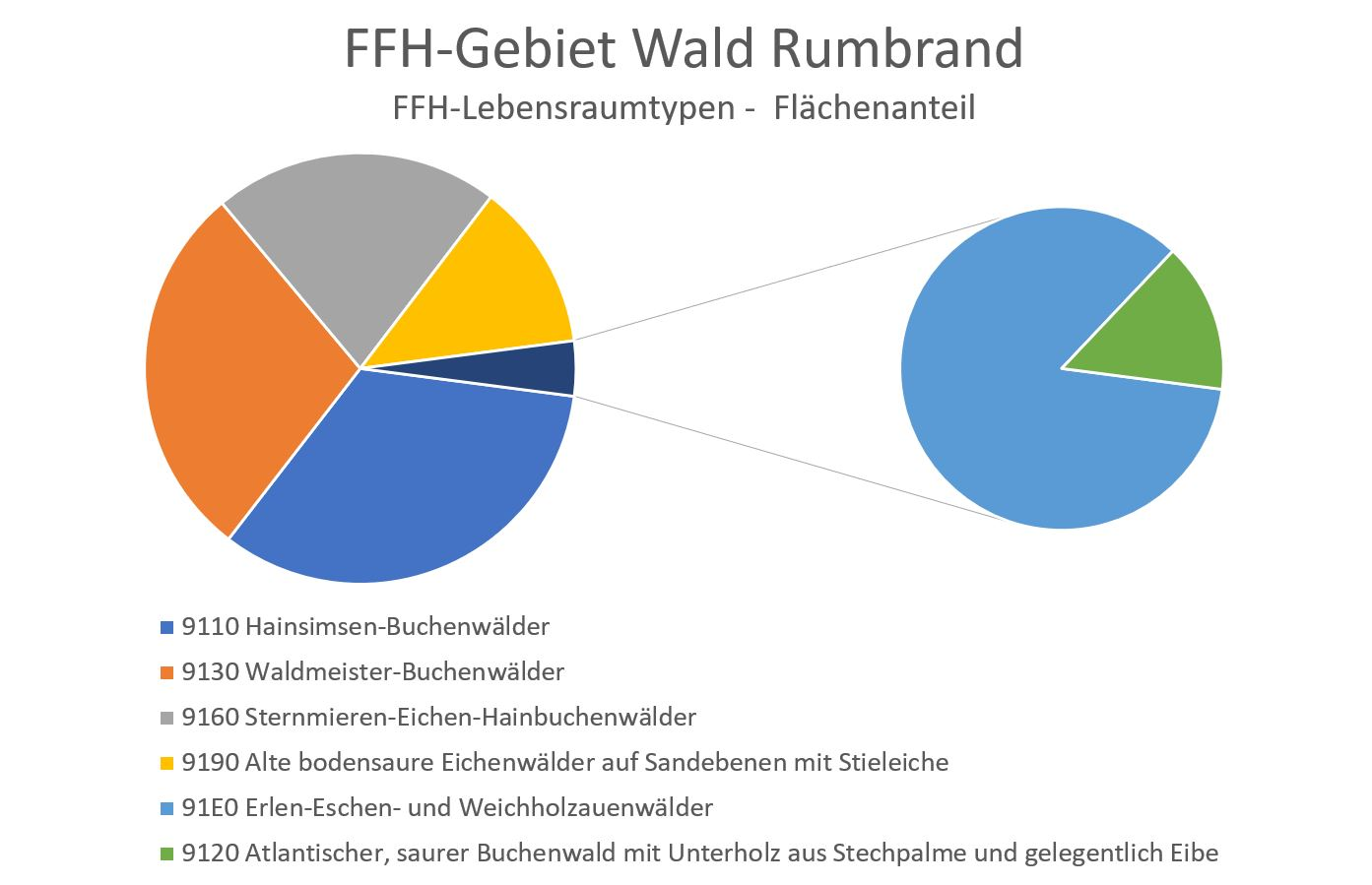
Diagramm 2: FFH-Lebensraumtypen

Laut Standard-Datenbogen vom März 2012 sind folgende FFH-Lebensraumtypen und Arten für das Gesamtgebiet als FFH-Erhaltungsgegenstände mit den entsprechenden Beurteilungen zum Erhaltungszustand der Umweltbehörde der Europäischen Union gemeldet worden (Gebräuchliche Kurzbezeichnung (BfN)):
FFH-Lebensraumtypen nach Anhang I der EU-Richtlinie:
- 9110 Hainsimsen-Buchenwälder (Gesamtbeurteilung C)[18]
- 9120* Atlantischer, saurer Buchenwald mit Unterholz aus Stechpalme und gelegentlich Eibe (Gesamtbeurteilung C)[19]
- 9130 Waldmeister-Buchenwälder (Gesamtbeurteilung B)[20]
- 9160 Sternmieren-Eichen-Hainbuchenwälder (Gesamtbeurteilung B)[21]
- 9190 Alte bodensaure Eichenwälder auf Sandebenen mit Stieleiche (Gesamtbeurteilung C)[22]
- 91E0* Erlen-Eschen- und Weichholzauenwälder (Gesamtbeurteilung B)[23]

## FFH-Erhaltungsziele
Aus den oben aufgeführten FFH-Erhaltungsgegenständen werden als FFH-Erhaltungsziele von Bedeutung die Erhaltung folgender Lebensraumtypen und Arten im FFH-Gebiet vom Ministerium für Energiewende, Landwirtschaft, Umwelt und ländliche Räume des Landes Schleswig-Holstein erklärt:
- 9110 Hainsimsen-Buchenwälder
- 9120 Atlantischer, saurer Buchenwald mit Unterholz aus Stechpalme und gelegentlich Eibe
- 9130 Waldmeister-Buchenwälder
- 9160 Sternmieren-Eichen-Hainbuchenwälder
- 9190 Alte bodensaure Eichenwälder auf Sandebenen mit Stieleiche
- 91E0 Erlen-Eschen- und Weichholzauenwälder

## FFH-Analyse und Bewertung

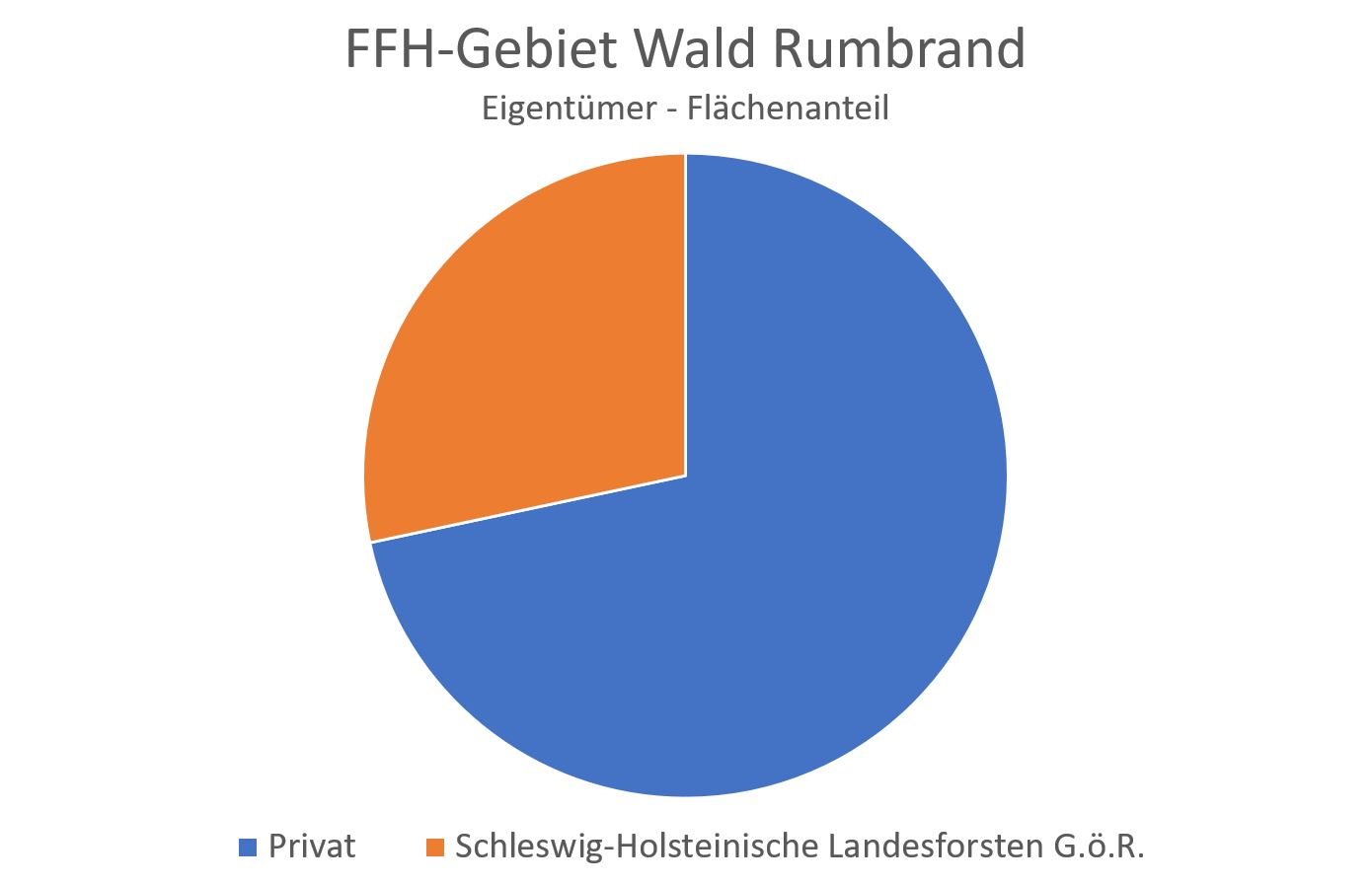
Diagramm 3: Eigentümer

Das Kapitel Analyse und Bewertung im Managementplan beschäftigt sich unter anderem mit den aktuellen Gegebenheiten des FFH-Gebietes und den Hindernissen bei der Erhaltung und Weiterentwicklung der FFH-Lebensraumtypen. Die Ergebnisse fließen in den FFH-Maßnahmenkatalog ein. Im Gegensatz zu vielen anderen FFH-Gebieten im Land gibt es in diesem Fall keine Maßnahmenkarte oder Maßnahmenblätter für jede Einzelmaßnahme. Im Wald Rumbrand, der sich ausschließlich im Privatbesitz befindet sind keine Maßnahmen vorgesehen, die über das Verschlechterungsverbot hinausgehen. Es besteht bei den Eigentümern keine Bereitschaft, Flächen an die Stiftung Naturschutz zu verkaufen oder sich dem Vertragsnaturschutzprogramm anzuschließen. Im Wald Kerlöh, der sich vollständig im Eigentum der Schleswig-Holsteinischen Landesforsten befindet, gelten die Handlungsgrundsätze für Natura-2000-Schutzgebiete.

## FFH-Maßnahmenkatalog
Der FFH-Maßnahmenkatalog im Managementplan führt neben den bereits durchgeführten Maßnahmen geplante Maßnahmen zur Erhaltung und Entwicklung der FFH-Lebensraumtypen im FFH-Gebiet an. In diesem Fall enthält er fast ausschließlich allgemein gültige Grundsätze und keine konkreten Vorschläge mit Prioritäten, Zeit- und Kostenplänen.

## FFH-Erfolgskontrolle und Monitoring der Maßnahmen
Eine FFH-Erfolgskontrolle und Monitoring der Maßnahmen findet in Schleswig-Holstein alle 6 Jahre statt. Der Managementplan wurde 2012 veröffentlicht. Somit wäre 2019 die nächste FFH-Erfolgskontrolle fällig gewesen. Das letzte Folgemonitoring wurde am 10. Februar 2012 veröffentlicht.